# Ava Rudberg
Ava Märta Kristina Rudberg, född 27 november 1999 i Sankt Petri församling i Malmö, är en svensk politiker. Den 5 januari 2021 valdes hon till ny förbundsordförande för Ung Vänster. I samband med att hon valdes till förbundsordförande listades hon av Expressen som en av Sveriges 30 mäktigaste politiker under 30 år.